# 가톨릭 툴루즈 대교구

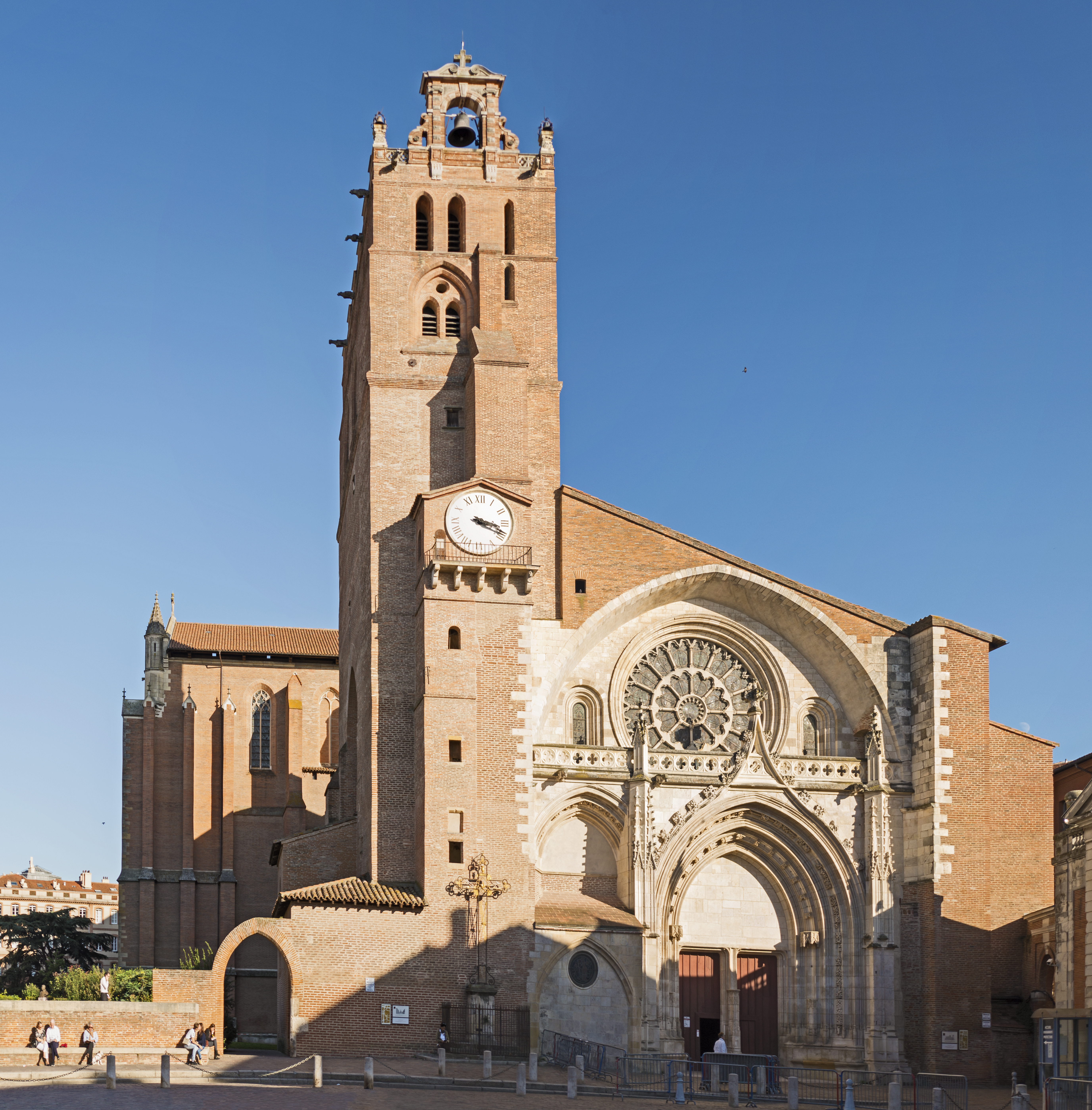

툴루즈 대교구(라틴어: Archidioecesis Tolosana)는 프랑스의 로마 가톨릭교회 대교구이다. 주교좌 소재지는 툴루즈이며 주교좌 성당은 툴루즈 대성당이다. 툴루즈를 포함한 오트가론주 전역을 담당하고 있다.
툴르즈관구의 중심교구로 연합교구로는 알비 대교구, 오슈 대교구, 카오르 교구, 몽토방 교구, 파미에 교구, 로데즈 교구, 타르브에루르드 교구가 있다.

## 같이 보기
- 프랑스의 로마 가톨릭교회